# NGC 6276
NGC 6276 is een lensvormig sterrenstelsel in het sterrenbeeld Hercules. Het hemelobject werd op 10 juni 1864 ontdekt door de Duitse astronoom Albert Marth.

## Synoniemen
- IC 1239
- ZWG 139.28
- MCG 4-40-10
- ARAK 511
- NPM1G +23.0441
- PGC 59419